# Clemens Rapp
Clemens Andreas Rapp (Weingarten, 14 luglio 1989) è un nuotatore tedesco.

## Palmarès
- Europei

Budapest 2010: argento nella 4x200m sl.
Debrecen 2012: oro nella 4x200m sl.
Berlino 2014: oro nella 4x200m sl.